# Olymski
Olymski (russisch Олымский) ist eine Siedlung städtischen Typs in der Kastorenski rajon in der Oblast Kursk im europäischen Teil Russlands mit 2618 Einwohnern (Stand 14. Oktober 2010).

## Geographie
Kirowski liegt am Fluss Olym (Flusssystem Don), vier Kilometer südlich der Rajonshauptstadt Kastornoje.

## Geschichte
1899 wurde zwischen den Bahngleisen der Kursko-Woroneschskoi-Eisenbahn und dem Fluss Olym eine Zuckerrübenfabrik (später Olymski genannt) gebaut. In der Folge entstand der Ort Olymski neben diesem Werk. Seit 1965 hat Olymski den Der Status einer Siedlung städtischen Typs.

### Bevölkerungsentwicklung
| Jahr | Einwohner |
| ---- | --------- |
| 1970 | 6621      |
| 1979 | 6911      |
| 1989 | 6373      |
| 2002 | 3201      |
| 2010 | 2618      |
| 2021 | 2256      |

Anmerkung: Volkszählungsdaten

## Sehenswürdigkeiten
Auf einem Massengrab von 83 sowjetischen Soldaten, die 1941 bis 1943 starben, wurde eine Skulptur errichtet.